# 火薬類取扱従事者手帳
火薬類取扱従事者手帳（かやくるいとりあつかいじゅうじしゃてちょう）とは発破技士または火薬類に関係する免許・資格を持たない者で火薬類に関係する業務に従事する者が実務を行う際に携帯することが義務付けられている手帳のことである。発破技士は表紙のビニールカバーが青色、それ以外は黄色で「火薬類取扱従事者手帳」と「社団法人全国火薬類保安協会」の文字が金色で表記されている。俗に青手帳（あおてちょう）または黄手帳（きいてちょう）と呼ばれることもある。中には所持者の顔写真が貼られており、保安講習の受講記録などを記載するようになっている。

## 手帳制度の概要
火薬類を取り扱うには絶対的な前提条件として甲種または乙種火薬類取扱保安責任者の免状または発破技士の免許が必要であるが、実際にはそれだけでは実務に従事することはできない。
 
実務に従事する（工事現場や採石場などで発破を行う等）には全国火薬類保安協会（実際は各都道府県の火薬類保安協会）の実施する講習を受講しなければならず、この講習を受講して修了したことを証明する物が火薬類取扱従事者手帳である。

甲種または乙種火薬類取扱保安責任者の免状または発破技士の免許は一度取得すれば（不正行為や欠格事由該当で取り消し処分を受けない限り）終身有効であるが、手帳は2年に一回ごとの更新講習を受講しなければならず、更新講習を受講しなかった場合は手帳は失効するため実務に従事できなくなる。

ただし、前述の通り保安責任者免状・発破技士免許は終身有効であるため、手帳が失効しても再取得のための講習を受講すれば再び手帳を取得することが可能である。

## 黄手帳について
前述の通り、火薬類を取り扱うことができるのは火薬類保安責任者または発破技士であるが、実際の取り扱い現場においては前二者の補助的業務を行う者で火薬類に関係する免許・資格を持たない者も存在する。このような者であっても火薬類に関わる業務を行うという性質上、定期的に保安講習を受講することが義務付けられている。この講習を修了したことを証明する物が黄手帳であり、黒手帳や青手帳同様に講習の受講記録が記されている。

火薬類の取り扱いの補助的業務とは、具体的には以下のような業務のことを指す。
- 火薬類の火薬類取扱所から火工所への運搬
- 穿孔機(せんこうき)の点検、給油、使用後の片付けなど
- 防護材等の運搬
- 警戒
- 点火前または点火後のサイレン吹鳴

等である。